# Ryjoskoczek północnoafrykański
Ryjoskoczek północnoafrykański, ryjoskoczek (Petrosaltator rozeti) – gatunek ssaka z podrodziny Macroscelidinae w obrębie rodziny ryjkonosowatych (Macroscelididae).

## Nazewnictwo
W polskiej literaturze zoologicznej gatunek Elephantulus rozeti był oznaczany nazwą „ryjoskoczek”. W wydanej w 2015 roku przez Muzeum i Instytut Zoologii Polskiej Akademii Nauk publikacji „Polskie nazewnictwo ssaków świata” gatunkowi nadano nazwę „ryjoskoczek północnoafrykański”, rezerwując nazwę „ryjoskoczek” dla rodzaju tych ssaków. 

## Taksonomia
Gatunek po raz zgodnie z zasadami nazewnictwa binominalnego opisał w 1833 roku francuski zoolog Georges Louis Duvernoy, nadając mu nazwę Macrocelides rozeti. Miejsce typowe to według oryginalnego opisu „Afryka Północna, niedaleko Algeru”, tj. północna Afryka, okolice Oranu, Algieria. Holotyp znajduje się w zbiorach Musée Zoologique de la ville de Strasbourg pod sygnaturą MZS MAM03685. Podgatunek deserti formalnie opisał w 1901 roku angielski zoolog Oldfield Thomas, nadając mu nazwę ''Macroscelides rozeti deserti. Miejsce typowe to obszar niedaleko Jebel Bourzel, Biskra, Algeria. Holotyp to samica (sygnatura BMNH 1897.6.9.2) ze zbiorów Muzeum Historii Naturalnej w Londynie; okaz zebrany 10 marca 1897 roku przez duchownego Alfreda Eatona. Jedyny przedstawiciel rodzaju Petrosaltator, który zdefiniowała w 2016 roku para amerykańskich teriologów Galen B. Rathbun i John P. Dumbacher.
Wyróżniono dwa podgatunki.

### Etymologia
- Petrosaltator: gr. πετρα petra ‘skała’; łac. saltator, saltatoris ‘tancerz’, od saltare ‘tańczyć’, od salire ‘skoczyć’[2].
- rozeti: Claude-Antoine Rozet (1798–1858), oficer Armée de terre, brał udział w inwazji na Algierię w 1830 roku, malarz, geolog[15].
- deserti: łac. desertum ‘pustynia, pustkowie’, od deserere ‘porzucić’[16].

## Zasięg występowania
Ryjoskoczek północnoafrykański występuje w Afryce Północnej, zamieszkując w zależności od podgatunku:
- P. rozeti rozeti – nadbrzeżna pasma gór Atlas w Maroku, Algierii i Tunezji; do tego podgatunku mogą należeć okazy z Sahary Zachodniej i zachodniej Libii.
- P. rozeti deserti – śródlądowa część pasma gór Atlas, z wyjątkiem pustynnych terenów w Maroku, Algierii i Tunezji.

## Morfologia i ekologia
Długość ciała (bez ogona) 100–120 mm, długość ogona 105–137 mm, długość ucha 21–27 mm, długość tylnej stopy 30–34 mm; masa ciała 40–55 g. Wzór zębowy: I {\displaystyle {\tfrac {3}{3}}} C {\displaystyle {\tfrac {1}{1}}} P {\displaystyle {\tfrac {4}{4}}} M {\displaystyle {\tfrac {2}{2}}} (x2) = 40. 

## Tryb życia
Prowadzi dzienny tryb życia. Mieszka w norach. Jest samotnikiem. 

## Status zagrożenia
W Czerwonej księdze gatunków zagrożonych Międzynarodowej Unii Ochrony Przyrody i Jej Zasobów został zaliczony do kategorii LC (ang. least concern ‘najmniejszej troski’).